# Leopold Raznowiecki

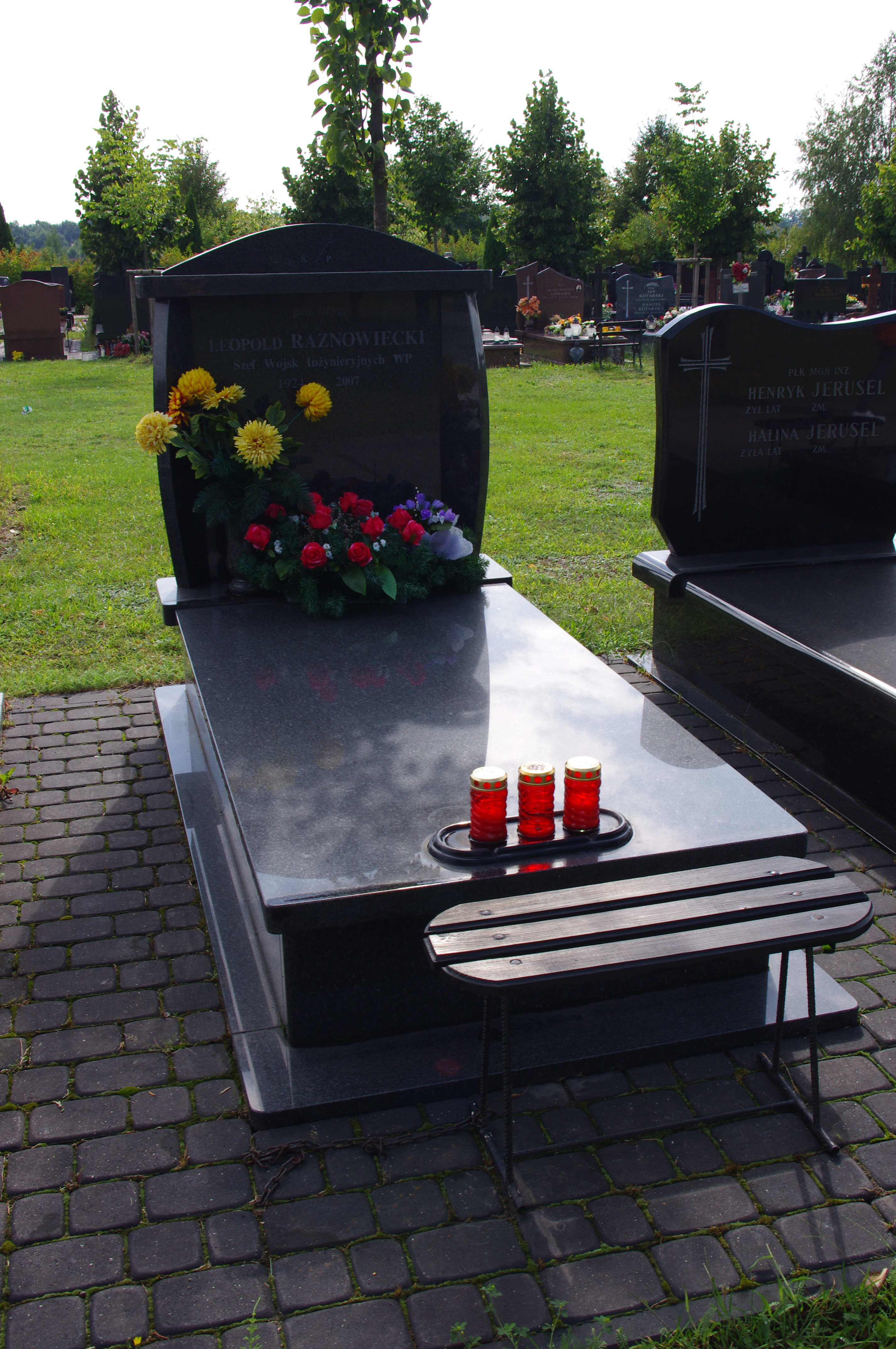
Grób Leopolda Raznowieckiego na Cmentarzu Komunalnym Północnym

Leopold Raznowiecki (ur. 23 stycznia 1924 w Staroniwie pod Rzeszowem, zm. 24 października 2007 w Warszawie) – generał brygady ludowego Wojska Polskiego, magister inżynier.

## Życiorys
Był synem Michała Rzepki, uczestnika I wojny światowej w szeregach armii austro-węgierskiej oraz wojny polsko-sowieckiej w 1920 roku, od 1932 bezrobotnego oraz Marcjanny z Kulpów. Do 1939 ukończył szkołę powszechną oraz 3 klasy Gimnazjum Ogólnokształcącego im. ks. Stanisława Konarskiego w Rzeszowie.
Służbę wojskową rozpoczął 12 stycznia 1945 r., jako podchorąży Oficerskiej Szkoły Piechoty. Promowany w tym samym roku przez marszałka Polski Michała Rolę-Żymierskiego do stopnia chorążego w korpusie oficerów piechoty, objął stanowisko dowódcy plutonu w 53 pułku piechoty. Słuchacz kursu oficerskiego w Oficerskiej Szkole Piechoty nr 2 w 1946 r., później w l. 1946-1953 Wojskowej Akademii Inżynieryjnej w Moskwie. Studia ukończył z wyróżnieniem i dyplomem inżyniera. W 1953 szef wydziału zagrodzeń i rozminowania II Oddziału Fortyfikacyjnego w Szefostwie Wojsk Inżynieryjnych Ministerstwa Obrony Narodowej. Od listopada 1954 szef wydziału operacyjno-rozpoznawczego w Szefostwie Wojsk Inżynieryjnych, a od października 1956 szef Oddziału Zaopatrzenia w tym Szefostwie. W latach 1957−1960 oficer ds. inżynieryjnego zabezpieczenia działań Biura Studiów Sztabu Generalnego Wojska Polskiego, na czele którego stał gen. dyw. Stefan Mossor, a następnie gen. bryg. Franciszek Skibiński. W latach 1960–1961 przebywał na praktyce jako zastępca dowódcy do spraw liniowych i szef sztabu  2 Ciężkiej Brygady Saperów w Kazuniu Nowym. W latach 1961−1963 szef samodzielnego oddziału służby drogowej w Sztabie Generalnym WP, a od października 1963 zastępca szefa Komunikacji Wojskowej ds. wojsk kolejowo-drogowych w Głównym Kwatermistrzostwie Wojska Polskiego. W lipcu 1967 brał udział w Misji Rozpoznawczej w Hanoi w Północnym Wietnamie pod kierownictwem gen. dyw.  Tadeusza Tuczapskiego, której celem było zapoznanie się z doświadczeniami obrony terytorium państwa  w warunkach trwającej wojny, a także taktyką lotnictwa USA i wietnamską obroną przeciwlotniczą.  3 października 1967 Rada Państwa PRL mianowała go na stopień generała brygady. Akt nominacyjny wręczył mu w Belwederze 10 października 1967 przewodniczący Rady Państwa Edward Ochab.
W latach 1968–1972 zastępca szefa Wojsk Inżynieryjnych MON ds. technicznych. W l. 1972–1973 pełnomocnik ministra Obrony Narodowej ds. budowy autostrad (kierował budową odcinka drogi szybkiego ruchu między Warszawą a Częstochową), a przez następny rok pełnomocnik MON ds. wyodrębnionego budownictwa lądowego i wodnego. Był także członkiem Rady Naukowo-Technicznej przy Zarządzie Autostrad w Ministerstwie Komunikacji.
W 1974 objął stanowisko zastępcy Głównego Kwatermistrza WP - szefa Służby Komunikacji Wojskowej Głównego Kwatermistrzostwa WP. W latach 1978–1983 był szefem Wojsk Inżynieryjnych MON. Od września do listopada 1971 oraz od października 1979 do lutego 1980 ukończył Wyższe Kursy Akademickie w Wojskowej Akademii Inżynieryjnej w Moskwie, a od września do listopada 1976 trzymiesięczny Wyższy Kurs Akademicki Wojskowej Akademii Tyłów i Transportu w Leningradzie.
W okresie stanu wojennego w Polsce (1981–1983) był pełnomocnikiem Komitetu Obrony Kraju – komisarzem wojskowym w Ministerstwie Komunikacji.
W latach 1983–1987 pełnomocnik szefa Sztabu Generalnego Wojska Polskiego ds. budownictwa specjalnego. Od maja 1988 do lipca 1989 przedstawiciel Polski w Międzynarodowej Komisji Kontroli i Nadzoru w Korei w randze ministra pełnomocnego. Po powrocie do kraju główny specjalista kierownictwa Sztabu Generalnego Wojska Polskiego.
10 listopada 1989 oficjalnie pożegnany przez ministra obrony narodowej, gen. armii Floriana Siwickiego w związku z przejściem w stan spoczynku. Na podstawie rozkazu personalnego MON z 2 grudnia 1989 zakończył zawodową służbę wojskową z dniem 15 lutego 1990 .
Został pochowany 2 listopada 2007 roku w Kwaterze Saperów WP na Cmentarzu Komunalnym Północnym na Wólce Węglowej w Warszawie. W imieniu żołnierzy WP zmarłego pożegnał szef Inżynierii Wojskowej Sztabu Generalnego WP gen. bryg. Janusz Lalka.

## Członkostwo w komitetach i radach
- członek Rady Naukowej Wydziału IV Nauk Technicznych Polskiej Akademii Nauk (1969-1973);
- członek Rady ds. Maszyn i Urządzeń dla Mechanizacji Budownictwa i Przemysłu Materiałów Budowlanych (1969–1971);
- członek Rady Naukowej Wojskowego Instytutu Techniki Inżynieryjnej (1976-1982);
- członek Komitetu Redakcyjnego dwumiesięcznika "Myśl Wojskowa" (1968–1972);
- członek Komitetu Redakcyjnego "Wojskowego Przeglądu Technicznego" (1968-1985);
- członek Komitetu Redakcyjnego "Wojskowego Przeglądu Kwatermistrzowskiego" (1974–1978);
- członek Komitetu Redakcyjnego "Przeglądu Wojsk Lądowych" (1978-1983);
- przewodniczący Komitetu Redakcyjnego Wydawnictw Centralnego Ośrodka Naukowej Informacji Wojskowej (1985–1987);
- przewodniczący Społecznej Rady Klubów Oficerskich Domu Wojska Polskiego (1976–1987);
- członek zespołu opracowującgo konstrukcję mostu składanego DMS-65 (Most Syreny na Wiśle) pod przewodnictwem prof. Zbigniewa Hildebranda z Politechniki Warszawskiej;
- członek międzyresortowej komisji w celu zbadania przyczyn powstawania powodzi w rejonie Płocka;
- członek Komitetu Budowy Pomnika Kościuszkowców (1982–1985).

## Awanse
- chorąży – 1945
- podporucznik – 1946
- porucznik – 1948
- kapitan – 1952
- major – 1953
- podpułkownik – 1955
- pułkownik – 1961
- generał brygady – 1967

## Osiągnięcia zawodowe
- udział w rozminowania i oczyszczania terytorium Polski z niebezpiecznych pozostałości z działań wojennych, m.in. osobisty udział w akcji rozpoznania i rozminowania byłej kwatery Adolfa Hitlera w Gierołży koło Kętrzyna, w Cisnej w rejonie Przełęczy Dukielskiej, w Prostkach koło Nidzicy, w porcie rybackim Świbno, podczas akcji usuwania niewybuchu pocisku z działa kolejowego w rejonie warszawskiej Starówki (1962), a także przy oczyszczaniu zaminowanych studzienek kanalizacyjnych na Wale Miedzeszyńskim w Warszawie;
- udział w akcjach przeciwlodowych na Wiśle i Bugu (1961);
- kierowanie budową rozmieszczeń dywizjonu rakietowego Wojsk Obrony Powietrznej Kraju w  rejonie Warszawy (1961);
- organizowanie i kierowanie procesem szkoleniowym jednostek kolejowych, drogowych i mostowych i rozbudowaniem ich bazy szkoleniowej;
- udział w zwalczaniu skutków zimy stulecia w 1963, w tym odbudowy zniszczonego przez lód drewnianego mostu drogowego w Dęblinie;
- udział w projektowaniu i przebudowie dróg siłami wojskowych jednostek drogowych w rejonie Ustrzyk Górnych (pętla bieszczadzka), Leska, Czerwonego Boru, Oleszna, wylotu arterii komunikacyjnej z Warszawy do Modlina, drogi z Zakroczymia do Płocka oraz mostów w Jońcu koło Płońska nad Wkrą, w Łowiczu na Bzurze, mostu drogowego i wiaduktu w Szczecinie, dwóch mostów na Kępie Potockiej w Warszawie, na Sanie w Sanoku oraz koło Leska, w rejonie Topolna koło Kwidzyna i Ostromecka – jako mostów szkoleniowych wykonywanych podczas ćwiczeń wojskowych;
- udział w adaptacji podręcznika "Wojskowe drogi samochodowe" na potrzeby szkolenia wojsk;
- kierowanie rozbudową zaplecza garażowo-technicznego wojsk inżynieryjnych, bazy szkoleniowej i rozwojem sprzętu inżynieryjnego;
- opracowanie i wdrożenie do produkcji w oparciu o polskie podzespoły wzorca kutra holowniczego KH-200 do nowych parków pontonowych;
- współudział w przygotowaniu organizacyjnym i technicznym budowy Muzeum Wojsk Inżynieryjnych na terenie Wyższej Szkoły Oficerskiej Wojsk Inżynieryjnych im. gen. Jakuba Jasińskiego we Wrocławiu;
- koordynacja i nadzór udziału wojsk inżynieryjnych i komunikacji wojskowej w budowie Trasy Łazienkowskiej w Warszawie (1971–1974) oraz Wisłostrady (1972–1975);
- kierowanie organizacją zaplecza socjalno-bytowego i transportu zabezpieczenia remontowego dla Polskiej Wojskowej Jednostki Specjalnej w ramach misji pokojwoej ONZ do strefy buforowej w Egipcie (obóz w Heliopolis) oraz szpitala polowego dla wszystkich kontyngentów wydzielonych przez ONZ na potrzeby tej akcji;
- przez 11 lat udział w ćwiczeniach sztabowych i z wojskami w roli szefa Służby Komunikacji Wojskowej wyższego związku operacyjnego;
- udział w pracach przy budowie Dworca Centralnego w Warszawie (1972–1975), gdzie zastosowano oryginalne rozwiązanie w celu przemieszczenia ciężkich wiązarów dachowych dworca, co znacznie przyspieszyło jego budowę oraz tuneli podziemnych bez wstrzymywania ruchu w Alejach Jerozolimskich;
- koordynacja i nadzór realizowanych przez jednostki mostowe i drogowe budów m.in. Trasy Modlińskiej, dróg szybkiego ruchu Kraków-Chrzanów, Warszawa-Katowice, w tym 100 kilometrowego odcinka drogi szybkiego ruchu Piotrków Trybunalski-Częstochowa;
- przygotowanie i koordynacja budowy pływającego mostu kolejowego NZM-56 i mostu drogowego z barek W-2 przez Wisłę pod Puławami pod kryptonimem "Wisła-75" (1975);
- zainicjowanie wraz z kilkunastoosobową grupą współpracowników opracowania koncepcji pływającego mostu kolejowego i drogowego BP-150 M, efektem tego opracowania były badania wytrzymałościowe i próby eksploatacyjne na Wiśle w Gołębiu pod Dęblinem zakończone sukcesem (1976);
- kierowanie budową 36 kilometrowego odcinka Linii Hutniczo-Siarkowej w rejonie Sędziszowa i Machowa w bardzo trudnych warunkach terenowych;
- nadzór nad budową mostu drogowego przez Odrę na trasie objazdowej w Opolu;
- przeprowadzenie akcji "Wiadunkt" nad Wisłostradą przy budowie Mostu gen. Stefana Grota-Roweckiego w Warszawie;
- kierowanie udziałem wojska w gaszeniu pożaru powstałego w wyniku erupcji ropy i gazu w Karlinie (1980–1981);
- zwalczanie klęsk żywiołowych wywołanych powodziami i spływem lodu do Narwi w rejonie Ostrołęki, Pułtuska, Zalewu Zegrzyńskiego, a także w Koninie na Warcie (zima 1979);
- udział w wydobyciu siłami 2 Brygady Saperów wraku samolotu pasażerskiego IŁ-62 (Katastrofa lotnicza na Okęciu (1980), który rozbił się 14 marca 1980 lecąc z Nowego Jorku do Warszawy;
- osobiste kierowanie na rozkaz MON akcją przeciwlodową w rejonie Płocka, gdzie w bardzo trudnych warunkach atmosferycznych i terenowych udało się ograniczyć obszar klęski żywiołowej do minimum, a także ewakuować mieszkańców i cały żywy inwentarz z zagrożonego rejonu, ochronić Rurociąg „Przyjaźń” przed spływem lodów, wybudować wały przeciwpowodziowe przez wykonanie rynny spływowej w wałach lodu oraz uratować duże zapasy cukru (16 tys. ton) z zagrożonej powodzią cukrowni Borowiczki (styczeń-marzec 1982);
- opracowanie technologii budowy dróg na bagnach pod ciężki sprzęt z wykorzystaniem włókien poliestrowych na poligonach w Orzyszu i w Wesołej;
- opracowanie nowatorskiego sposobu usuwania skutków powodzi na Żuławach (1983);
- udział w opracowaniu koncepcji dokumentacji technologii i rewaloryzacji poważnie uszkodzonej bryły Kopca Kościuszki w Krakowie w porozumieniu z prof. Karolem Estreicherem i we współpracy z płk. mgr inż. Przemysławem Bajborem;
- kierowanie pracami nad projektem technicznej polowej przeładowni węgla w kilku wariantach na granicznej stacji przeładunkowej Małaszewicze (1982–1983);
- nadzór nad przebudową stacji rozrządowej w Łazach;
- kierowanie akcją udzielania zwiększonej pomocy rolnictwu przy melioracjach, rekultywacji użytków rolnych, budowie kopalń wapna i torfu, dróg rolniczych i wałów przeciwpowodziowych (1986–1987).

## Życie prywatne
Mieszkał w Warszawie. Dwukrotnie żonaty. Miał trzech synów i córkę. Uprawiał turystykę, interesował się bukinistyką i medalierstwem. Przez 19 lat był organizatorem sportu łyżwiarskiego dla kadry garnizonu Warszawa i ich rodzin na Torwarze. W 1947 roku na podstawie rozkazu personalnego MON uzyskał zgodę na zmianę nazwiska rodowego Rzepka na Raznowiecki.

## Ordery i odznaczenia (lista niepełna)
- Krzyż Komandorski Orderu Odrodzenia Polski
- Krzyż Oficerski Orderu Odrodzenia Polski
- Krzyż Kawalerski Orderu Odrodzenia Polski
- Srebrny Krzyż Zasługi
- Medal 30-lecia Polski Ludowej
- Medal 40-lecia Polski Ludowej
- Złoty Medal Siły Zbrojne w Służbie Ojczyzny
- Srebrny Medal Siły Zbrojne w Służbie Ojczyzny
- Brązowy Medal Siły Zbrojne w Służbie Ojczyzny
- Złoty Medal Za zasługi dla obronności kraju
- Srebrny Medal Za zasługi dla obronności kraju
- Brązowy Medal Za zasługi dla obronności kraju
- Medal Komisji Edukacji Narodowej (1974)[3]
- Odznaka „Zasłużony Pracownik Rolnictwa” (1976)[4]
- Medal im. Ludwika Waryńskiego (1988)[5]
- Medal "Za Rozminowanie Kraju"
- Odznaka „Za zasługi dla województwa ostrołęckiego” (1979)[6]
- Dyplom, odznaka i tytuł "Racjonalizatora Wojskowego" (1980)
- Dyplom MON "Za aktywną i wydajną pracę w wojskowym ruchu wynalazczości i racjonalizacji" (1969)
- Medal "Za długoletnią, ofiarną służbę" (nadany przez ministra obrony narodowej, 1989)
- Order Przyjaźni II st. KRL-D
- Nagroda państwowa II stopnia (zespołowa)  oraz świadectwo autorskie z Urzędu Patentowego PRL za opracowania koncepcji pływającego mostu kolejowego i drogowego BP-150 M
- inne odznaczenia organizacyjne, resortowe, regionalne i zagraniczne.